# Aedes provocans
Aedes provocans är en tvåvingeart som först beskrevs av Walker 1848.  Aedes provocans ingår i släktet Aedes och familjen stickmyggor. Inga underarter finns listade i Catalogue of Life.